# 袁保新
袁保新（Yuan Pao-Hsin，1952年3月14日—），臺灣哲學學者，中國文化大學哲學博士，師承牟宗三，主要專精研究方向為道家哲學儒家哲學與中西形上學比較。曾任醒吾技術學院校長、明新科大校長。

## 著作
- 《從海德格、老子、孟子到當代新儒學》（台北：台灣學生書局，2008）
- 《老子哲學之詮釋與重建》（台北：文津出版社有限公司，1997）
- 《孟子三辨之學的歷史省察與現代詮釋》（台北：文津出版社有限公司，1992）

## 獲獎
- 中國文化復興運動總會中正文化獎（1993）
- 國科會研究成果獎勵甲種獎，共11屆